# Módulo de torsión
El módulo de torsión o momento de torsión (o inercia torsional) es una propiedad geométrica de la sección transversal de una viga o prisma mecánico que relaciona la magnitud del momento torsor con las tensiones tangenciales sobre la sección transversal. Dicho módulo se designa por J y aparece en las ecuaciones que relacionan las tensiones tangenciales asociadas, el momento torsor (Mx) y la función del alabeo unitario (ω), esa relación viene dada aproximadamente por las dos ecuaciones siguientes:

{\displaystyle {\tilde {\tau }}_{xy}=\left[{\cfrac {\partial \omega }{\partial y}}-(z-z_{C})\right]{\cfrac {M_{x}}{J}}\qquad \qquad {\tilde {\tau }}_{xz}=\left[{\cfrac {\partial \omega }{\partial z}}+(y-y_{C})\right]{\cfrac {M_{x}}{J}}}

Y donde {\displaystyle (y_{C},z_{C})} son las coordenadas del centro de cortante de la sección.

Pieza de sección rectangular torsionada.

Para una pieza prismática recta de sección constante torsionada aplicando un momento torsor {\displaystyle T} constante a través de sus extremos el módulo de torsión se relaciona con el ángulo girado {\displaystyle \theta } y la longitud total de la pieza mediante la expresión:

{\displaystyle J={\frac {TL}{G\theta }}}

donde G es el módulo de elasticidad transversal del material de la pieza.

## Módulo de torsión para una sección circular
Para una sección circular o circular hueca el módulo de torsión coincide con el momento de inercia polar, es decir, coincide con la suma de los dos segundos momentos de área de la sección transversal:

{\displaystyle J=I_{0}=I_{y}+I_{z}\;}

## Módulo de torsión para una sección rectangular
Para una sección rectangular de dimensiones b y h (b < h), el módulo de torsión viene dado por la expresión:

{\displaystyle J={\frac {1}{3}}b^{3}h\left[1-{\frac {192b}{h\pi ^{5}}}\sum _{k=1,3,\ldots }^{\infty }{\frac {1}{k^{5}}}{\mbox{tanh}}\left({\frac {kh\pi }{2b}}\right)\right]}

Para una sección cuadrada con h = b se tiene:

{\displaystyle J\approx {\frac {1}{3}}b^{4}\cdot 0,40147\approx 0,13382\ b^{4}\approx 0,80295I_{0}}

Donde el momento de inercia polar viene dado por:

{\displaystyle I_{0}={\frac {b^{4}}{6}}}

## Módulo de torsión para una sección triangular
Para una sección triangular equilátera de altura h y lado L, el módulo de torsión viene dado por la expresión:

{\displaystyle J={\frac {{\sqrt {3}}h^{4}}{45}}={\frac {{\sqrt {3}}L^{4}}{80}}={\frac {3}{5}}I_{0}}

Donde el momento de inercia polar viene dado por:

{\displaystyle I_{0}={\frac {{\sqrt {3}}h^{4}}{54}}={\frac {{\sqrt {3}}L^{4}}{96}}}

## Módulo de torsión para una sección elíptica
Para una sección elítptica maciza de semijes a y b, el alabeo unitario puede determinarse exactamente de manera sencilla. Eso lleva a una módulo de torsión dado por:

{\displaystyle J={\frac {\pi a^{3}b^{3}}{a^{2}+b^{2}}}}

## Módulo de torsión para una sección cualquiera
Determinar el módulo de torsión de una sección requiere conocer el alabeo unitario ω de la sección y la posición del centro de cortante. El cálculo del alabeo unitario o seccional, en general es un problema no elemental, resolver un problema de von Neumann sobre la sección para la que se busca el módulo de torsión. Una vez conocida la función de alabeo unitario, basta calcular :

(1){\displaystyle {\begin{cases}I_{C}=\int _{A}\left[(y-y_{C})^{2}+(z-z_{C})^{2}\right]dydz\\W_{0}=\int _{A}\left[({\frac {\partial \omega }{\partial y}})^{2}+({\frac {\partial \omega }{\partial z}})^{2}\right]dydz\\J=I_{C}-W_{0}\end{cases}}}

Equivalententemente el módulo de torsión puede calcularse a partir de las fórmulas anteriores, llegándose a la expresión compacta:

{\displaystyle J=\int _{A}\left[(y-y_{C})^{2}+(z-z_{C})^{2}-(y-y_{C}){\frac {\partial \omega }{\partial z}}+(z-z_{C}){\frac {\partial \omega }{\partial y}}\right]dydz}

Si la sección tiene dos ejes de simetría perpendiculares el cálculo anterior se simplifca un poco ya que, entonces {\displaystyle (y_{C},z_{C})=(0,0)} y el alabeo unitario es una función de simetría definida.

## Módulo de torsión en secciones de pared delgada
La determinación del módulo de torsión de una sección general es un problema matemático complejo que requiere hacer uso de las fórmulas en (1), Sin embargo, para cierto tipo de secciones puede obtenerse un resultado satisfactorio usando algún medio alternativo. Por ejemplo para piezas huecas o en canal de pared delgada, como lo son la práctica totalidad de las secciones usadas en construcción metálica, puede aproximarse la sección transversal mediante una curva (abierta o cerrada) y un cierto espesor alrededor de la curva. Debido al diferente comportamiento del "flujo" de tensiones tangenciales a lo largo de la sección deben distinguirse tres casos:
- Piezas de perfil abierto, en ellas las curvas integrales del campo de tensiones tangenciales, no encierran ninguna área. Los perfiles metálicos en H, en I, en U y L son ejemplos de este tipo de sección.
- Piezas de perfil cerrado simple, Son secciones formadas por una curva cerrada simple, que por tanto encierra un área, y un cierto espesor constane sobre la curva. Los perfiles tubulares huecos de sección exterior cudrada, rectangular o circular son ejemplos de sección cerrada simple.
- Piezas de perfil multicelular, son secciones de pared delgada que no son simplemente conexas al estar formadas por un cierto número de huecos yuxtapuestos.

### Sección de pared delgada abierta
En este caso el módulo de torsión se puede obtener integrando el espesor al cubo a lo largo de la curva media {\displaystyle \Gamma } que define la sección transversal:

{\displaystyle J={\frac {1}{3}}\int _{\Gamma }e^{3}ds={\frac {L_{\Gamma }e^{3}}{3}}}

Donde
{\displaystyle L_{\Gamma }\,}, es la longitud total de la curva media que define la sección.
{\displaystyle e\,}, es el espesor de la pared (si no fuera constante la primera parte de la fórmula anterior sigue siendo válida, aunque el resultado de la integral sería diferente).
Si el perfil tiene ramificaciones, como sucede en las secciones en I o H entonces la última integral de longitud se extiende sobre cada una de las ramas y la última fórmula se puede generalizar como:

{\displaystyle J={\frac {1}{3}}\sum _{i}\int _{\Gamma ,i}e_{i}^{3}(s)ds=\sum _{i}{\frac {L_{i}e_{i}^{3}}{3}}}

### Sección cerrada simple de pared delgada
En este caso el flujo de tensiones es aproximadamente constante a lo largo del espesor de la pared que conforma la sección. Llamando A al área encerrada por la curva media que define la sección y {\displaystyle \Gamma } a su perímetro; el módulo de torsión viene dado por la fórmula de Bredt:

{\displaystyle J={\frac {4A^{2}}{\int _{\Gamma }{\cfrac {ds}{e}}}}={\frac {4eA^{2}}{L_{\Gamma }}}}

Si la sección está formada por una curva simple cerrada más algunas ramificaciones que no constituyen curvas cerradas, el módulo de torsión puede obtenerse sumando la contribución de la curva que encierra un área y las ramas:

{\displaystyle J=4{\frac {e_{0}A^{2}}{L_{\Gamma _{0}}}}+{\frac {1}{3}}\sum _{i}e_{j}^{3}L_{\Gamma _{j}}}

### Sección cerrada compuesta de pared delgada
Este caso es más complicado que el anterior y la fórmula viene dada por una generalización de la fórmula de Bredt. Si la sección encierra como máximo un área A, formada por n subáreas o paneles que encierran cada uno un área Ai [siendo el caso obviamente que A = A1 + ... + An] y además existen m ramificaciones como en el caso anterior el módulo de torsión viene dado por:

{\displaystyle J={\frac {4e_{0}}{L_{\Gamma _{0}}}}\sum _{i,j=1}^{n}b_{ij}A_{i}A_{j}+{\frac {1}{3}}\sum _{k=1}^{m}e_{k}^{3}L_{\Gamma _{k}}}

Donde los coeficienes que aparecen en la fórmula anterior son los coeficientes de la matriz {\displaystyle \mathbf {B} =[b_{ij}]=[a_{ij}]^{-1}} siendo:

{\displaystyle a_{ii}=\int _{\partial A_{i}}{\frac {ds}{e_{i}}}\qquad \qquad a_{ij}=-\int _{\partial A_{i}\cap \partial A_{j}}{\frac {ds}{e_{i}}}\ \quad (i\neq j)}

## Fórmula de Saint-Venant para secciones macizas
Para piezas de gran inercia torsional, la torsión es de tipo de Saint-Venant pura o dominante. Además debido a que el módulo de torsión debe ser independiente del sistema de ejes elegido, puede construirse como una función de los invariantes algebraicos que se pueden formar a partir del área y los momentos de área de la sección transversal de la pieza. En 1855 Saint-Venant propuso una fórmula que cumplía ese requerimiento y que da buenos resultados para la mayoría de secciones macizas:

{\displaystyle J={\frac {A^{4}}{\kappa (I_{y}+I_{z})}}}

Donde el valor de {\displaystyle \kappa } se toma frecuentemente entre 35 y 40, la única restricción que se impone normalmente al uso de esta fórmula es que la sección transversal sea convexa. Esta fórmula está basada en la aproximación de una a una elipse. 